# (48410) Колмогоров
(48410) Колмогоров (лат. Kolmogorov) — типичный астероид главного пояса, открыт 23 августа 1985 года советским астрономом Николаем Черных в Крымской астрофизической обсерватории и 22 февраля 2016 года назван в честь советского математика Андрея Колмогорова.

## Обнаружение и именование
(48410) Колмогоров
Открыт 23 августа 1985 года в Научном Н. С. Черных.
Андрей Николаевич Колмогоров (1903—1987) — русский академик, профессор Московского государственного университета и выдающийся математик. Был одним из основателей современной теории вероятностей. Внёс вклад во многие области математики.
Оригинальный текст (англ.)48410 Kolmogorov
Discovered 1985 Aug. 23 by N. S. Chernykh at Nauchnyj.
Andrej Nikolaevich Kolmogorov (1903—1987) was a Russian academician, professor at the Moscow State University, and outstanding mathematician. He was one of the founders of the modern theory of probability who made contributions to many fields of mathematics.
Источники: MPC batch dated 2016-02-22; M.P.C. 98714.

## Орбита

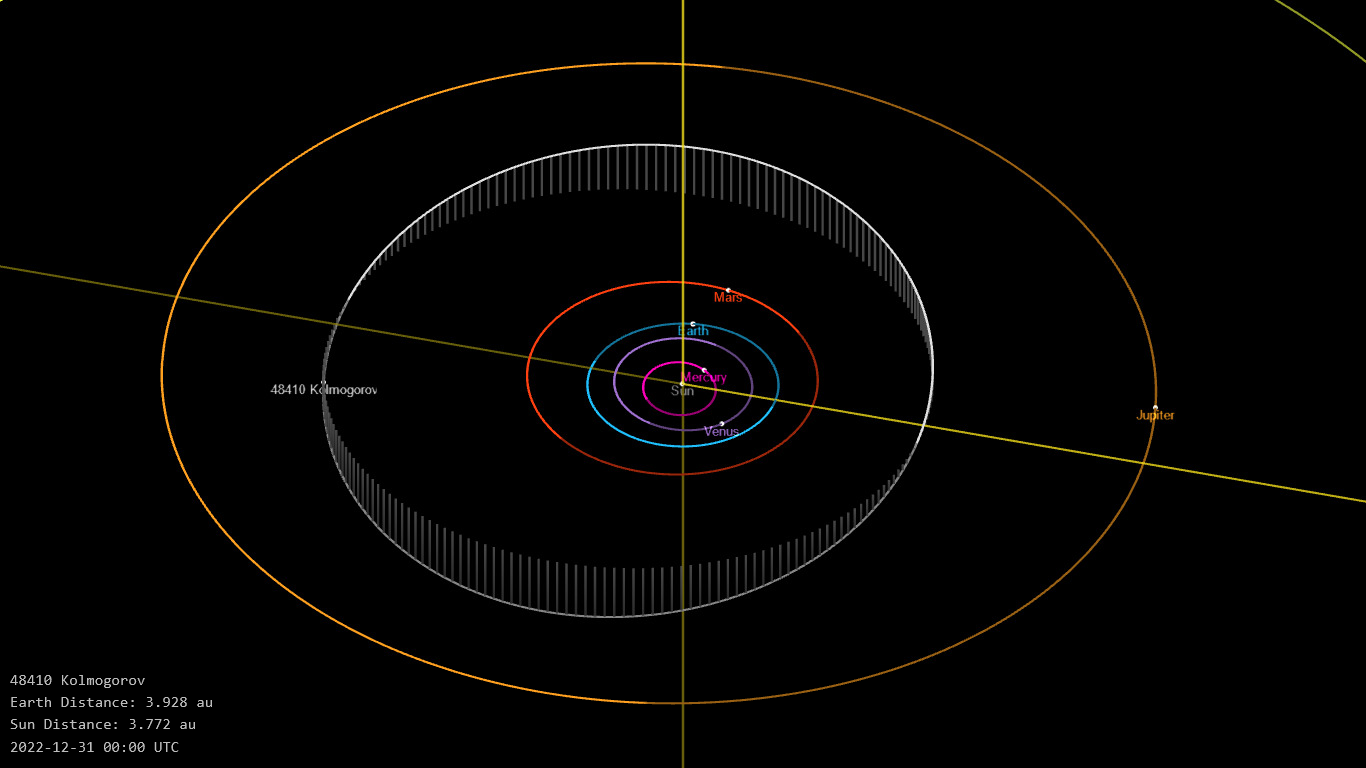
Орбита астероида Колмогоров и его положение в Солнечной системе

## Физические характеристики
Астероид относится к таксономическому классу C.
По результатам наблюдений в видимом и ближнем инфракрасном диапазоне космического телескопа NEOWISE диаметр астероида оценивался равным 11,488±0,265 км и 10,02±2,95 км. Согласно тем же источникам альбедо оценивается как 0,0584±0,0103, 0,07±0,05 и 0,058±0,010.